# Przywidz (gmina)
Przywidz est une gmina rurale du powiat de Gdańsk, Poméranie, dans le nord de la Pologne. Son siège est le village de Przywidz, qui se situe environ 22 km à l'ouest de Pruszcz Gdański et 28 km au sud-ouest de la capitale régionale Gdańsk.
La gmina couvre une superficie de 129,62 km2 pour une population de 5 151 habitants.

## Géographie
La gmina inclut les villages de Blizny, Borowina, Czarna Huta, Częstocin, Gromadzin, Huta Dolna, Huta Górna, Jodłowno, Katarynki, Kierzkowo, Klonowo Dolne, Klonowo Górne, Kozia Góra, Łąkie, Majdany, Marszewo, Marszewska Góra, Marszewska Kolonia, Michalin, Miłowo, Nowa Wieś Przywidzka, Olszanka, Piekło Dolne, Piekło Górne, Pomlewo, Przywidz, Roztoka, Stara Huta, Sucha Huta, Szklana Góra, Trzepowo, Ząbrsko Dolne et Ząbrsko Górne.
La gmina borde les gminy de Kolbudy, Nowa Karczma, Skarszewy, Somonino, Trąbki Wielkie et Żukowo.